# جون كوكي (لاعب كريكت)
جون كوكي (بالإنجليزية: John Cooke)‏ (1808 - 29 يناير 1841) هو لاعب كريكت بريطاني (وحمل سابقاً جنسية المملكة المتحدة لبريطانيا العظمى وأيرلندا). لعب مع نادي الكريكت في جامعة أكسفورد ‏.